# イタリアの世界遺産

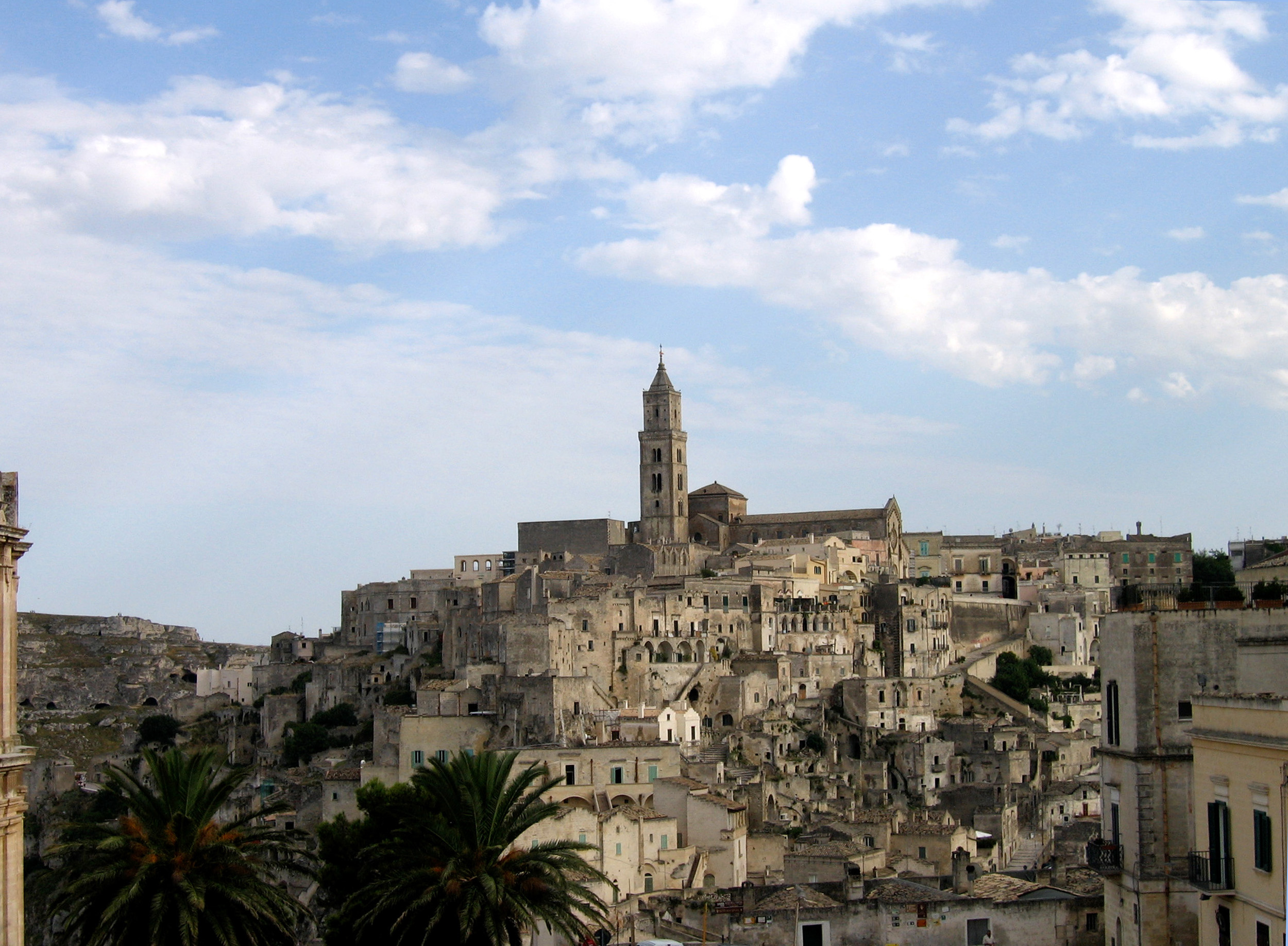
マテーラの洞窟住居

 イタリアの世界遺産 （イタリアのせかいいさん）は、ユネスコの世界遺産に登録されているイタリア国内の文化・自然遺産の一覧。
| 名前 | 登録年 | 類別     | 地域 |
| --- | ------ | -------- | --- |
| カルパティア山脈のブナ原生林                                                                                               | 2017年 | 自然遺産 | |
| ヴァルカモニカの岩絵群 | 1979年 | 文化遺産 | ロンバルディア州                                                                                             |
| ローマ歴史地区、教皇領とサン・パオロ・フオーリ・レ・ムーラ大聖堂                                                           | 1980年 | 文化遺産 | ラツィオ州                                                                                                   |
| レオナルド・ダ・ヴィンチの『最後の晩餐』があるサンタ・マリア・デッレ・グラツィエ教会とドメニコ会修道院                     | 1980年 | 文化遺産 | ロンバルディア州                                                                                             |
| フィレンツェ歴史地区 | 1982年 | 文化遺産 | トスカーナ州                                                                                                 |
| ヴェネツィアとその潟 | 1987年 | 文化遺産 | ヴェネト州                                                                                                   |
| ピサのドゥオモ広場 | 1987年 | 文化遺産 | トスカーナ州                                                                                                 |
| サン・ジミニャーノ歴史地区                                                                                                 | 1990年 | 文化遺産 | トスカーナ州                                                                                                 |
| マテーラの洞窟住居と岩窟教会公園                                                                                           | 1993年 | 文化遺産 | バジリカータ州                                                                                               |
| ヴィチェンツァ市街とヴェネト地方のパッラーディオのヴィッラ                                                                 | 1994年 | 文化遺産 | ヴェネト州                                                                                                   |
| シエーナ歴史地区 | 1995年 | 文化遺産 | トスカーナ州                                                                                                 |
| ナポリ歴史地区 | 1995年 | 文化遺産 | カンパニア州                                                                                                 |
| クレスピ・ダッダ | 1995年 | 文化遺産 | ロンバルディア州                                                                                             |
| フェラーラ：ルネサンス期の市街とポー川デルタ地帯                                                                           | 1995年 | 文化遺産 | エミリア＝ロマーニャ州                                                                                       |
| デル・モンテ城 | 1996年 | 文化遺産 | プッリャ州                                                                                                   |
| アルベロベッロのトゥルッリ                                                                                                 | 1996年 | 文化遺産 | プッリャ州                                                                                                   |
| ラヴェンナの初期キリスト教建築物群                                                                                         | 1996年 | 文化遺産 | エミリア＝ロマーニャ州                                                                                       |
| ピエンツァ市街の歴史地区                                                                                                   | 1996年 | 文化遺産 | トスカーナ州                                                                                                 |
| カゼルタの18世紀の王宮と公園、ヴァンヴィテッリの水道橋とサン・レウチョの邸宅群                                             | 1997年 | 文化遺産 | カンパニア州                                                                                                 |
| サヴォイア王家の王宮群 | 1997年 | 文化遺産 | ピエモンテ州                                                                                                 |
| パドヴァの植物園（オルト・ボタニコ）                                                                                       | 1997年 | 文化遺産 | ヴェネト州                                                                                                   |
| ポルトヴェーネレ、チンクエ・テッレと小島群（パルマリア島、ティーノ島、ティネット島）                                       | 1997年 | 文化遺産 | リグーリア州                                                                                                 |
| モデナの大聖堂、市民の塔、グランデ広場                                                                                     | 1997年 | 文化遺産 | エミリア＝ロマーニャ州                                                                                       |
| ポンペイ、ヘルクラネウム及びトッレ・アンヌンツィアータの遺跡地域                                                           | 1997年 | 文化遺産 | カンパニア州                                                                                                 |
| アマルフィ海岸 | 1997年 | 文化遺産 | カンパニア州                                                                                                 |
| アグリジェントの遺跡地域                                                                                                   | 1997年 | 文化遺産 | シチリア州                                                                                                   |
| ヴィッラ・ロマーナ・デル・カサーレ                                                                                         | 1997年 | 文化遺産 | シチリア州                                                                                                   |
| スー・ヌラージ・ディ・バルーミニ                                                                                           | 1997年 | 文化遺産 | サルデーニャ州                                                                                               |
| アクイレイアの遺跡地域と総大司教座聖堂のバシリカ                                                                           | 1998年 | 文化遺産 | ヴェネト州                                                                                                   |
| ウルビーノ歴史地区 | 1998年 | 文化遺産 | マルケ州 |
| パエストゥムとヴェーリアの考古遺跡群やパドゥーラのカルトゥジオ修道院を含むチレントおよびヴァッロ・ディ・ディアーノ国立公園 | 1998年 | 文化遺産 | カンパニア州                                                                                                 |
| ヴィッラ・アドリアーナ（ティヴォリ）                                                                                       | 1999年 | 文化遺産 | ラツィオ州                                                                                                   |
| ヴェローナ市街 | 2000年 | 文化遺産 | ヴェネト州                                                                                                   |
| アッシジ、フランチェスコ聖堂と関連修道施設群                                                                               | 2000年 | 文化遺産 | ウンブリア州                                                                                                 |
| ティヴォリのエステ家別荘                                                                                                   | 2001年 | 文化遺産 | ラツィオ州                                                                                                   |
| ヴァル・ディ・ノートの後期バロック様式の町々（シチリア島南東部）                                                           | 2002年 | 文化遺産 | シチリア州                                                                                                   |
| ピエモンテ州とロンバルディア州のサクリ・モンティ                                                                           | 2003年 | 文化遺産 | ピエモンテ州ロンバルディア州                                                                                 |
| ヴァル・ドルチャ | 2004年 | 文化遺産 | トスカーナ州                                                                                                 |
| チェルヴェーテリとタルクイーニアのエトルリア墓地遺跡群                                                                     | 2004年 | 文化遺産 | ラツィオ州                                                                                                   |
| シラクサとパンターリカの岩壁墓地遺跡                                                                                       | 2005年 | 文化遺産 | シチリア州                                                                                                   |
| ジェノヴァのレ・ストラーデ・ヌオーヴェとパラッツィ・デイ・ロッリ制度                                                       | 2006年 | 文化遺産 | リグーリア州                                                                                                 |
| マントヴァとサッビオネータ                                                                                                 | 2008年 | 文化遺産 | ロンバルディア州                                                                                             |
| レーティッシュ鉄道アルブラ線・ベルニナ線と周辺の景観                                                                       | 2008年 | 文化遺産 | ロンバルディア州                                                                                             |
| イタリアのロンゴバルド族:権勢の足跡 (568-774年)                                                                            | 2011年 | 文化遺産 | ロンバルディア州プッリャ州カンパニア州ウンブリア州フリウリ＝ヴェネツィア・ジュリア州                         |
| アルプス山脈周辺の先史時代の杭上住居群                                                                                     | 2011年 | 文化遺産 | ロンバルディア州ヴェネト州フリウリ＝ヴェネツィア・ジュリア州トレンティーノ＝アルト・アディジェ州ピエモンテ州 |
| トスカーナ地方のメディチ家の邸宅群と庭園群                                                                                 | 2013年 | 文化遺産 | トスカーナ州                                                                                                 |
| ピエモンテのブドウ畑の景観:ランゲ＝ロエーロとモンフェッラート                                                              | 2014年 | 文化遺産 | ピエモンテ州                                                                                                 |
| パレルモのアラブ＝ノルマン様式建造物群およびチェファル大聖堂、モンレアーレ大聖堂                                           | 2015年 | 文化遺産 | シチリア州                                                                                                   |
| サン・ジョルジョ山（イタリア国内に2010年拡大）                                                                             | 2010年 | 自然遺産 | ロンバルディア州                                                                                             |
| エオリア諸島 | 2000年 | 自然遺産 | シチリア州                                                                                                   |
| エトナ山 | 2013年 | 自然遺産 | シチリア州                                                                                                   |
| ドロミーティ | 2009年 | 自然遺産 | トレンティーノ＝アルト・アディジェ州ヴェネト州                                                               |
| 16世紀から17世紀のヴェネツィアの防衛施設群:スタート・ダ・テッラと西スタート・ダ・マール                                    | 2017年 | 文化遺産 | ロンバルディア州、ヴェネト州、フリウリ＝ヴェネツィア・ジュリア州                                             |
| 20世紀の産業都市イヴレーア                                                                                                 | 2018年 | 文化遺産 | ピエモンテ州                                                                                                 |
| コネリアーノとヴァルドッビアーデネのプロセッコ栽培丘陵群                                                                   | 2019年 | 文化遺産 | ヴェネト州                                                                                                   |
| パドヴァの14世紀フレスコ作品群                                                                                             | 2021年 | 文化遺産 | ヴェネト州                                                                                                   |
| ヨーロッパの大温泉保養都市群                                                                                               | 2021年 | 文化遺産 | トスカーナ州                                                                                                 |
| ボローニャのポルチコ群 | 2021年 | 文化遺産 | エミリア＝ロマーニャ州                                                                                       |